# Estación de Bellvitge Gornal (Rodalies de Catalunya)
Bellvitge | Gornal (antes Bellvitge) es una estación ferroviaria situada en la ciudad española de Hospitalet de Llobregat muy cerca de Barcelona. Forma parte de las líneas R2, R2Sud y R2Nord y R15 (servicio regional) de Rodalies de Catalunya.

## Situación ferroviaria
La estación se encuentra en el punto kilométrico 673,8 de la línea férrea de ancho ibérico que une Madrid con Barcelona a 14 metros de altitud. El tramo es de vía doble y está electrificado. 

## La estación
Cuenta con dos vías generales externas (vías 1 y 2) con una vía central (vía 0) donde se estacionan los trenes de media distancia procedentes de Figueras y Portbou para realizar en ellos la limpieza y la inversión de marcha. Los dos andenes sirven a las vías 1-0 y la vía 2 respectivamente y están cubiertas parcialmente por marquesinas metálicas. El acceso a la estación se realiza desde un paso inferior en el que están los torniquetes de acceso.

## Servicios ferroviarios

### Servicios regionales
Los únicos servicios regionales de la estación enlazan Barcelona con Reus y Ribarroja de Ebro. 
| Línea Rodalies de Catalunya | Trenes                    | Origen/Destino |               | Destino/Origen         | Línea MD |
| --------------------------- | ------------------------- | -------------- | ------------- | ---------------------- | -------- |
|                             | Regional, Regional Exprés | Barcelona      | por Tarragona | Reus/Ribarroja de Ebro | 36       |

### Cercanías
Forma parte también de la línea R2 operada por Renfe Operadora tanto en su trayecto principal como en sus variantes norte y sur. No todas las relaciones del tramo sur tienen parada en la estación.
| << cabecera                    | < estación           | línea | estación >     | cabecera >>                   |
| ------------------------------ | -------------------- | ----- | -------------- | ----------------------------- |
| Rodalies de Catalunya de Renfe |                      |       |                |                               |
| Aeropuerto                     | El Prat de Llobregat |       | Barcelona-Sans | San Celoni Massanet-Massanas  |
| Castelldefels                  | El Prat de Llobregat |       | Barcelona-Sans | Granollers Centro             |
| Villanueva y Geltrú            | El Prat de Llobregat |       | Barcelona-Sans | Barcelona-Estación de Francia |

## Conexiones
La estación de Bellvitge se sitúa muy próxima a la estación de Gornal de FGC, correspondiente a la línea 8 del Metro de Barcelona además de otras líneas de cercanías. A pesar de la proximidad de estas no existe una conexión directa y es necesario salir a la calle para realizar el enlace. No todos los trenes de la línea R2 Sud paran en esta estación, solo los que van a Estación de Villanueva y Geltrú.